# Corpus striatum
Het corpus striatum is een gebied in de grote hersenen dat onder de schors van de grote hersenen (cortex cerebri) ligt. Het corpus striatum vormt een belangrijk onderdeel van de basale kernen en is daarmee onderdeel van de regelkring voor het versterken, afremmen en bijsturen van de motorische activiteit die uitgaat van de cortex cerebri.
Het corpus striatum is op te delen in het striatum dorsale, bestaande uit de nucleus caudatus en het putamen, en het striatum ventrale, bestaande uit de nucleus accumbens en delen van het tuberculum olfactorium. Bepaalde delen van de nucleus caudatus en het putamen worden ook tot het striatum ventrale gerekend. 
Neurowetenschappelijk onderzoek door de Universiteit Leiden heeft uitgewezen dat het corpus striatum bij (sociale) angststoornissen een rol speelt.